# Youcef Belmehdi
Youcef Belmehdi (en árabe: يوسف بلمهدي), nacido el 29 de septiembre de 1963 en Bousaada (Argelia) es un alto funcionario argelino, Ministro de Asuntos Religiosos y Wakfs desde 2019.

## Capacitación
Después de obtener su bachillerato en ciencias naturales en 1983, Youcef Belmehdi se incorporó a la Universidad de Sétif.
Dejó la Universidad de Sétif en 1984 para estudiar en la Universidad de Ciencias Islámicas Emir Abdelkader en Constantine, donde obtuvo una licenciatura en jurisprudencia islámica (fiqh) en 1988.
Luego se dirigió al Levante, donde continuó su formación en los bancos de la facultad de Sharia de la Universidad de Damasco y la Universidad Al Imam Al Ouzai en Beirut.
En 1993, regresó a la Universidad Emir Abdelkader y esta vez obtuvo una maestría con las más altas distinciones en 1997.
En julio de 2007 defendió con éxito su tesis doctoral sobre los fundamentos de la religión musulmana (oussoul ad-dine) en la Universidad de Argel1.

## Ministro de Asuntos Religiosos y Wakfs
Youcef Belmehdi fue nombrado Ministro de Asuntos Religiosos y Wakfs por el presidente Abdelaziz Bouteflika el 31 de marzo de 2019.
El 17 de marzo de 2020, debido a la pandemia de Covid-19, el ministro anunció la suspensión de las oraciones en congregación (jama'a), en particular la oración obligatoria de los viernes.
Durante la campaña electoral para el referéndum constitucional argelino de 2020, generó polémica al asegurar que “votar 'sí' en el próximo referéndum es cumplir con las recomendaciones del Profeta”.
En abril de 2021, Youcef Belmehdi anunció el lanzamiento de la plataforma digital Miqraa, cuyo objetivo es facilitar el aprendizaje del Corán a estudiantes de países sahelianos y africanos, así como de la diáspora argelina.
En agosto de 2021, pidió a los imanes adscritos a la Gran Mezquita de París que "contrarresten la feroz campaña contra Argelia trabajando para moralizar la vida pública" y que "jueguen un papel positivo a favor de Argelia". También realiza una visita oficial a Egipto.
El 27 de octubre de 2022 anunció, durante un discurso en Tizi Ouzou, la próxima apertura por parte de Argelia de un instituto de formación en ciencias islámicas en Agadès, en Níger.

## Otras funciones
Además de haber servido durante mucho tiempo como predicador (khatib) en la Mezquita Staih en Bousaada donde dirigía las oraciones de joumou'a, Eid al-Fitr y Eid al-Adha [ref. necesario], Youcef Belmehdi ocupó los siguientes cargos:
desde 2016: Secretario General de la Liga Ulema del Sahel
2012 - : director de orientación religiosa y educación coránica en el Ministerio de Asuntos Religiosos
2007 -: encargado de estudios y síntesis en el Ministerio de Asuntos Religiosos
2006 - 2007: Subdirector de Peregrinaciones y Umrah en el Ministerio de Asuntos Religiosos